# Acanthodasys aculeatus
Acanthodasys aculeatus är en djurart som tillhör fylumet bukhårsdjur, och som beskrevs av Adolf Remane 1927. Acanthodasys aculeatus ingår i släktet Acanthodasys och familjen Thaumastodermatidae. Arten är reproducerande i Sverige. Inga underarter finns listade i Catalogue of Life.